# بلبل تبة
بلبل تبة (بالفارسية: بلبل‌تپه) هي قرية تقع في غلستان في إيران. يقدر عدد سكانها بـ 177 نسمة بحسب إحصاء 2016.